# Nick Besler
Nick Besler (Overland Park, 7 maggio 1993) è un calciatore statunitense, centrocampista svincolato.

## Biografia
Suo fratello Matt è anch'egli un calciatore.

## Palmarès

### Club

#### Competizioni nazionali
- Campionato MLS: 1

Portland Timbers: 2015